# NGC 6861
NGC 6861 (другие обозначения — IC 4949, PGC 64136, ESO 233-32, AM 2006—483, IRAS20037-4830) —линзообразная галактика в созвездии Телескоп.
Этот объект входит в число перечисленных в оригинальной редакции «Нового общего каталога».
В галактике вспыхнула сверхновая SN 2005dn. Её пиковая видимая звёздная величина составила 15.